# Seznam představitelů Kyrgyzstánu
Seznam představitelů Kyrgyzstánu je seznam všech kyrgyzských představitelů od roku 1924.

## Nejvyšší představitelé Komunistické strany Kirgizie

### Tajemníci Kirgizského oblastního výboruVKP(b)[1]
- Jusup Abdrachmanovič Abdrachmanov (oficiální výkon funkce); * 28. 12. 1901 - † 5. (6). 11. 1938 (popraven zastřelením); ve funkci 11. 11. 1924 - 8. 1925

- Michail Davydovič Kamenskij (Ejdis); ve funkci 11. 11. 1924 - 8. 1925

- Lazar Iudovič Nevler (pověřen funkcí) (původem Žid – z Ukrajiny); * 1899 - odsouzen 5. 10. 1937 a popraven zastřelením; ve funkci 8.1925

- Žajnak Sadaevič Sadajev (pověřen funkcí); * 6. 1893 - † 1937 (popraven zastřelením); ve funkci 8.1925

- Dujšenaly Babachanov; *1898 - † 1938 (popraven zastřelením); ve funkci 8.1925 - 9.1925

- Lazar Iudovič Nevler (pověřen funkcí); * 1899 - odsouzen 5. 10. 1937 a popraven zastřelením; znovu ve funkci 9.1925

- Nikolaj Anisimovič Uzjukov; * 12. 1896 - † 19..; ve funkci 15. 9. 1925 - 6. 6. 1927

- Gleb Bech-Ivanov (pověřen funkcí); * 1894 - ?; ve funkci 10. 1925 - 11. 1925

- Vladimir Petrovič Šurbikov; * 1895 - † 30. 10. 1937 (popraven zastřelením); ve funkci 1927 - 1929

- Michail Maksimovič Kulkov; * 1891 - † 1938 (popraven zastřelením); ve funkci 1929 – 1930

- Alexandr Osipovič Šachraj; * 1898 - † 19..; ve funkci 1930 - 1934

- Moris Lvovič Belockij; * 1895 - † 1944 (zemřel v sovětském pracovním táboře, vězněn od r. 1937); ve funkci 1934 - 22. 3. 1937

- Maxim Kirovič Ammosov; * 10. (22). 12.1897 - † 28. 07. 1938 (popraven zastřelením); ve funkci 22. 3. 1937 -16. 6. 1937

### Tajemníci ÚV Komunistické strany Kirgizie[1]
- Maxim Kirovič Ammosov; * 10. (22). 12.1897 - † 28. 7. 1938 (popraven zastřelením); ve funkci 16. 6. 1937 - 7. 11. 1937

- Kerim Kenebajev (pověřen funkcí); * 5. 1907 - † 1938 ?popraven zastřelením; ve funkci 7. 11. 1937 - 20. 2. 1938

- Alexej Vlasovič Vagov; * 1905 - † 1971; ve funkci 20. 2. 1938 - 7. 1945

- Nikolaj Semjonovič Bogoljubov; * 1905 - † 1975; ve funkci 7. 1945 - 7. 7. 1950

- Ischak Razzakovič Razzakov; * 25. 10. 1910 - † 3. 1979; ve funkci 7. 7. 1950 - 9. 5. 1961

- Turdakun Usubalijevič Usubalijev; * 6. 11. 1919; ve funkci 9. 5. 1961 - 2. 11. 1985

- Absamat Masalijevič Masalijev; * 10. 4. 1933 - † 31. 7. 2004; ve funkci 2. 11. 1985 - 6. 4. 1991

- Džumgalbek Beksultanovič Amanbajev; * 2. 2. 1946 - † 11. 2. 2005; ve funkci 6. 4. 1991 - 10. 1991

## Prezidenti
- Askar Akajevič Akajev (Аскар Акаевич Акаев) 1990–2005
- Kurmanbek Salijevič Bakijev (Курманбек Салиевич Бакиев) 2005–2010
- Roza Isakovna Otunbajevová (Роза Исаковна Отунбаева) 2010–2011
- Almazbek Šaršenovič Atambajev (Алмазбек Шаршенович Атамбаев) 2011–2017
- Sooronbay Šaripovič Žeenbekov (Сооронбай Шарипович (Шарип уулу) Жээнбеков) od roku 2017

## Předsedové vlád
- Nasirdin Isanov (21. ledna - 29. listopad 1991)

- Andrej Andrejevič Jordan (29. listopad 1991 – 10. únor 1992

- Tursunbek Čingyševič Čyngyšev (10. únor 1992 - 13. prosinec 1993)

- Almanbet Matubraimov (13. prosinec - 14. prosinec 1993)

- Apas Džumagulovič Džumagulov (14. prosinec 1993 - 14. březen 1998)

- Kubanyčbek Myrzabekovič Džumaliyev (14. březen - 23. prosinec 1998)

- Boris Ivanovič Silajev (23. prosinec - 25. prosinec 1998)

- Džumabek Ibraimovič Ibraimov (25. prosinec 1998 - 4. duben 1999)

- Boris Ivanovič Silajev (4. duben - 12. duben 1999)

- Amangeldy Mursadykovič Muralijev (12. duben 1999 - 21. prosinec 2000)

- Kurmanbek Bakijev (21. prosinec 2000 - 22. květen 2002)

- Nikolaj Timofejevič Tanajev (22. květen 2002 - 25. březen 2005)

- Kurmanbek Bakijev (25. březen - 15. srpen 2005)

- Medetbek Temirbekovič Kerimkulov (20. červen – 10. červenec 2005)

- Feliks Šaršenbayevič Kulov (15. srpen 2005 - 29. leden 2007)

- Azim Bejšenbajevič Isabekov (29. leden - 29. březen 2007)

- Almazbek Šaršenovič Atambajev (29. březen 2007 - 28. listopad 2007)

- Iskenderbek Ajdaralijev (28. listopad 2007 - 24. prosinec 2007)

- Igor Vitalijevič Čudinov (24. prosinec 2007 - 21. říjen 2009)

- Daniar Toktogulovič Usenov (21. říjen 2009 - 7. duben 2010)

- Roza Isakovna Otunbajeva (7. dubna 2010 - 17. prosinec 2010) (předsedkyně dočasné vlády)

- Almazbek Šaršenovič Atambajev (17. prosinec 2010 - 23. září 2011)

- Omurbek Toktogulovič Babanov (24. září 2011 - 14. listopad 2011) (dočasný)

- Almazbek Šaršenovič Atambajev (14. listopad 2011 - 1. prosinec 2011)

- Omurbek Toktogulovič Babanov (1. prosinec 2011 - 1. září 2012)

- Aaly Karašev (1. září 2012 - 5. září 2012) (dočasný)

- Zhantoro Zholdoševič Satybaldijev (5. září 2012 - 25. březen 2014)

- Djoomart Kaipovič Otorbaev (25. březen 2014 - 1. květen 2015)

- Temir Argembaevič Sarijev (1. květen 2015 - 13. duben 2016)

- Sooronbaj Šaripovič Jeenbekov (13. duben 2016 - 22. srpen 2017)

- Muhammetkalij Abulgazijev (22. srpen 2017 - 26. srpen 2017) (dočasný)

- Sapar Džumakadyrovič Isakov (od 26. srpna 2017)